# Sarracenia oreophila
Sarracenia oreophila, conocida como jarra verde, es una planta carnívora, que como todas las del género Sarracenia, es nativa de las Américas. Es la más amenazada de todas las especies de este género y se encuentra en un área limitada a un puñado de sitios en el norte de Alabama (llanura de Sand Mountain), Carolina del Norte y Georgia.

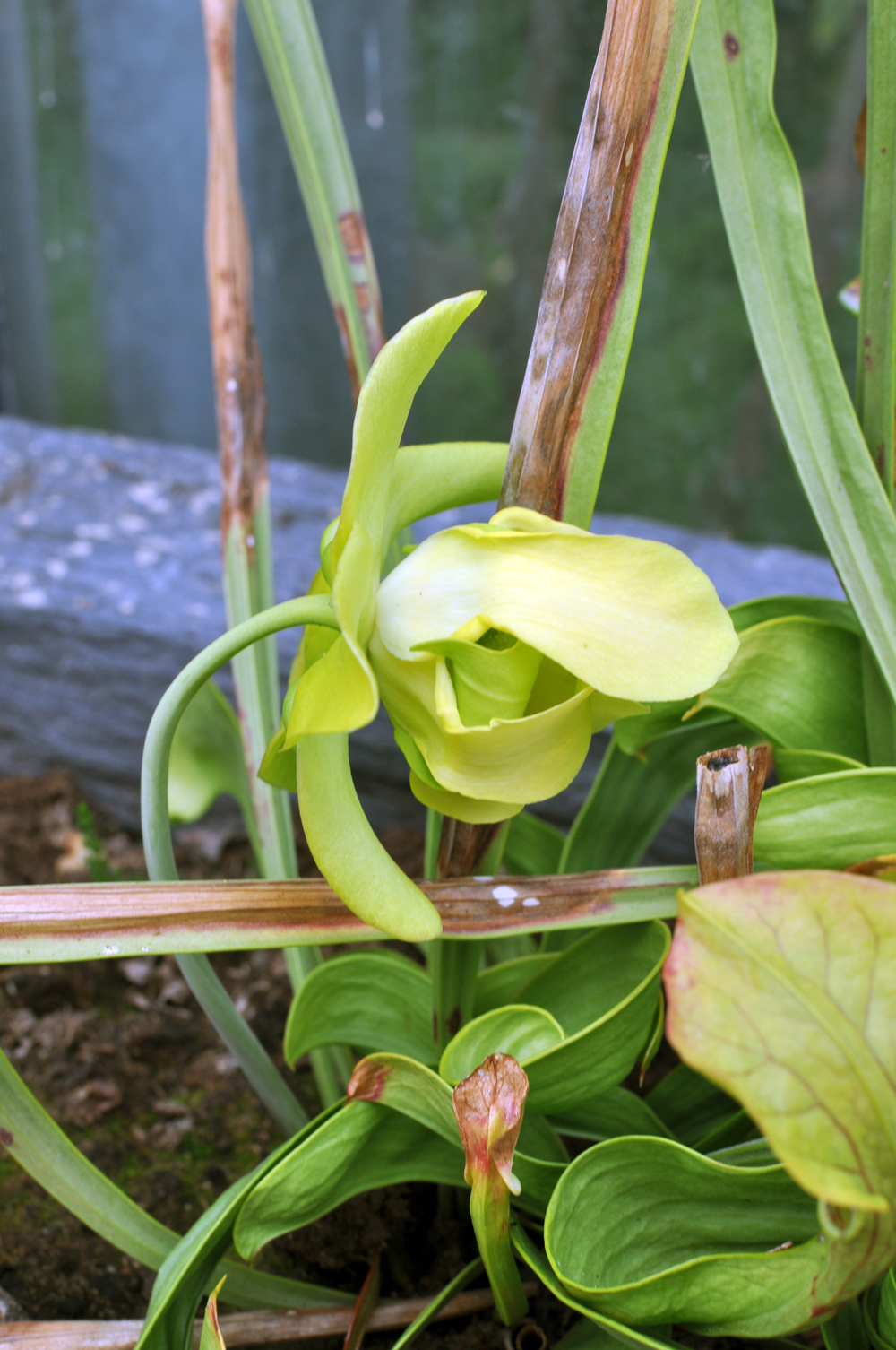
Flor

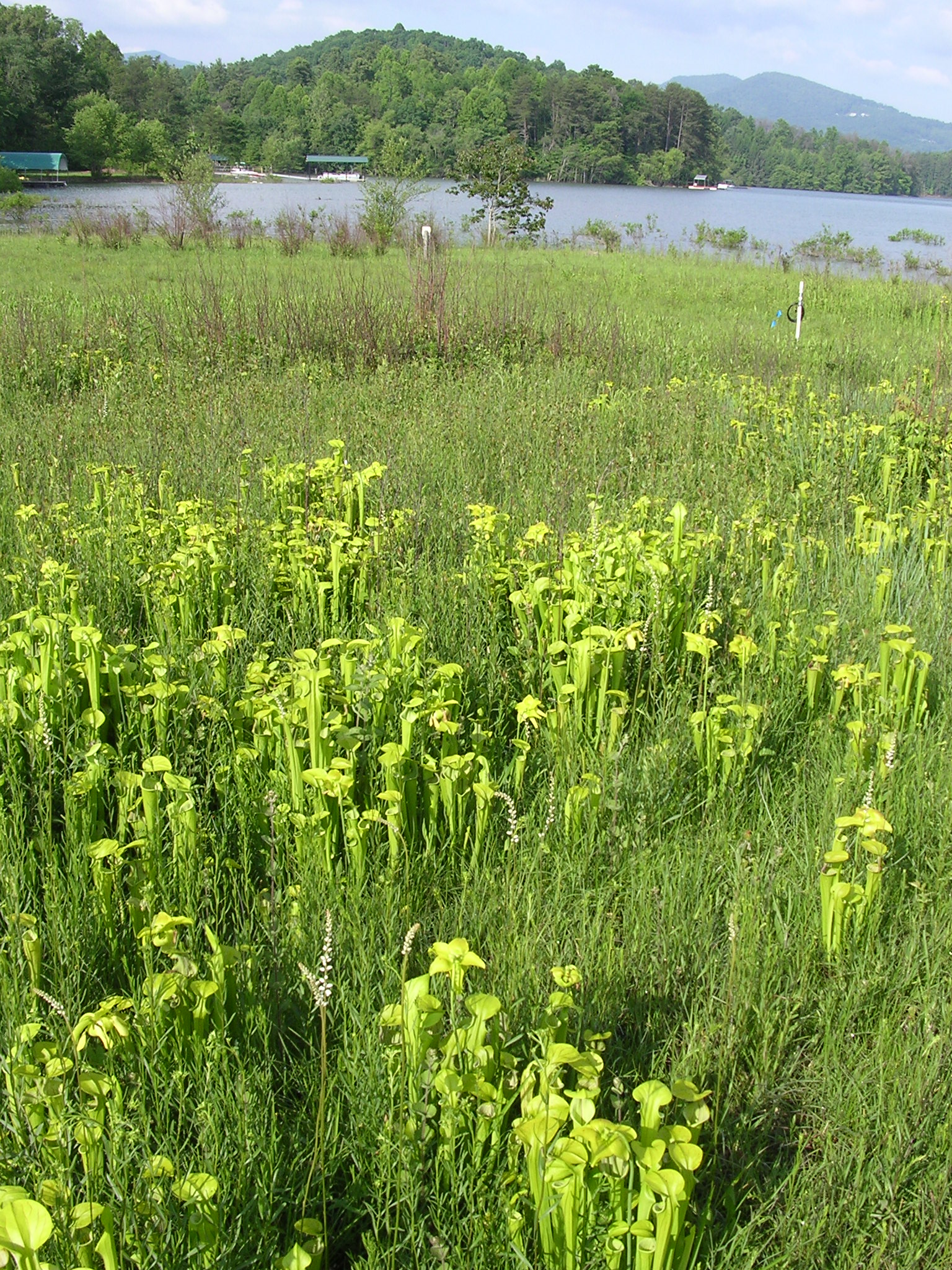
En su hábitat

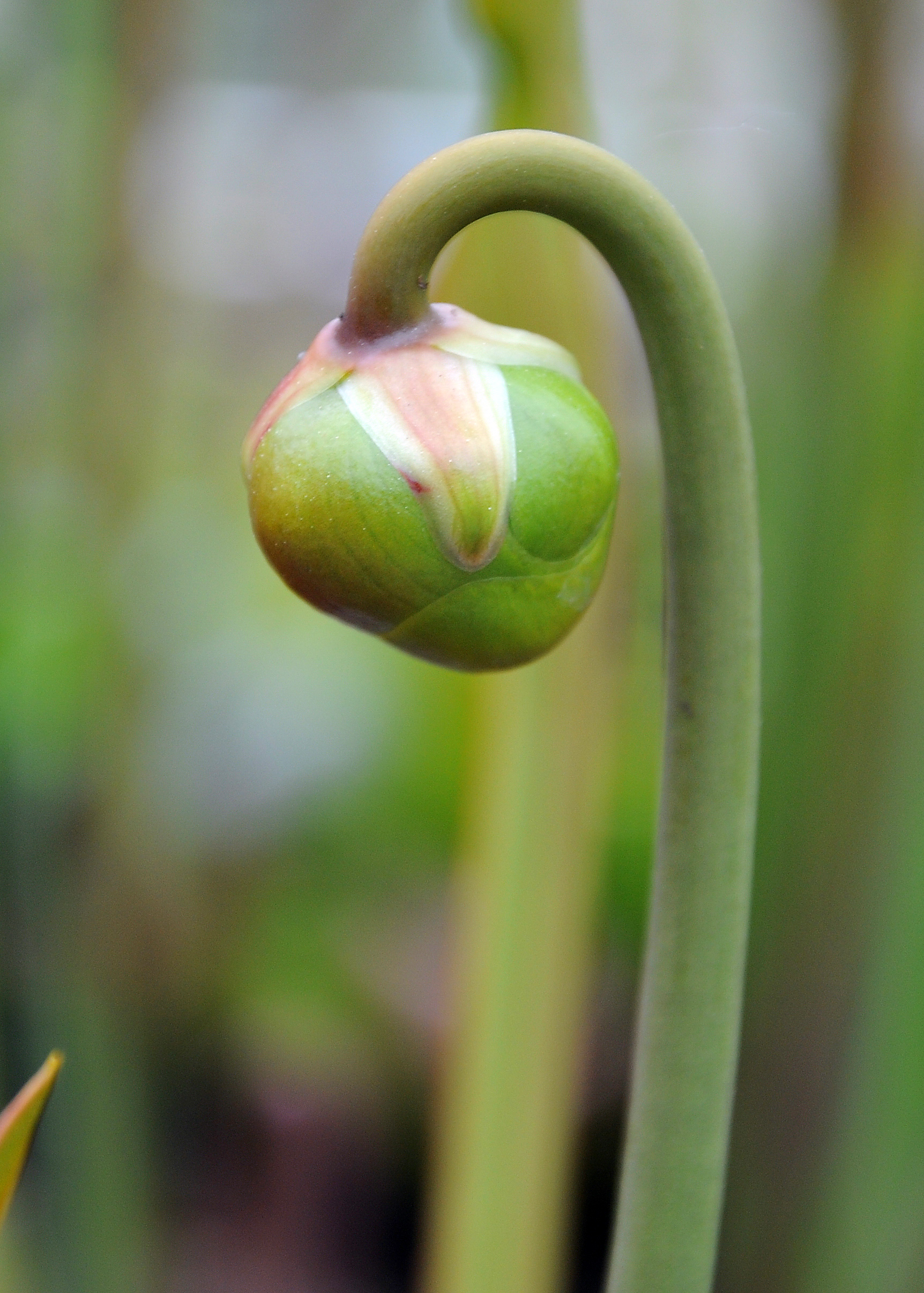
Flor aun no abierta

## Morfología
Como otros miembros del género Sarracenia, la jarra verde atrapa insectos utilizando sus ascidios u hojas laminadas tubulares que recopilan los jugos digestivos en la parte inferior. El ascidio de esta especie es similar al de Sarracenia flava, pero suele ser un poco más corto, llegando a solo 60 cm y tiene muy ancha la boca y amplio cuello.
La parte más alta de la hoja está colocada a manera de una tapa, como opérculo, lo que impide que el exceso de lluvia entre en el ascidio y diluya las secreciones digestivas Las regiones superiores del ascidio están cubiertas por pelos rígidos, apuntando hacia abajo, y sirven para conducir a los insectos hacia las partes superiores de la hoja hacia la abertura del ascidio. La abertura del ascidio es retrofleja dentro de un «rollo de néctar» o peristoma, cuya superficie está tachonada de glándulas secretoras de néctar. La presa al entrar en el ascidio se encuentra con que su caminar se hace extremadamente incierto por las secreciones suaves, cerosas, que se encuentran en las superficies de la parte superior. Al poner sus patas sobre esta superficie los insectos se desploman hasta la parte inferior del tubo, donde una combinación de líquido digestivo, agentes que empapan y pelos apuntando hacia adentro, impiden su huida. Se han reportado que algunos insectos grandes, tales como avispas, escapan haciendo un agujero en la pared del ascidio. 
La coloración puede variar desde plantas totalmente verdes hasta veteadas ligera o fuertemente, con colores como púrpura, violeta, rojo, amarillo o anaranjado, así como también existen clones fuertemente pigmentados. Las trampas también asumir un vaciado de color rosado o rojo cuando envejecen.

### Flores
En primavera, la planta produce flores grandes, de color amarillo con simetría cinco veces. Los pétalos de color amarillo son largos y cuelgan a manera de paraguas sobre la flor, que se celebra al revés al final de uno 50 cm de largo escapo. El estigma de la flor se encuentran en los extremos de los radios de este "paraguas". Los insectos polinizadores en general, entrar en la flor de arriba, abriéndose camino en la cavidad entre los pétalos y el paraguas, y depositando el polen que desarrollan en los estigmas de su introducción. Los polinizadores en general, salen de la flor tras haberla espolvoreado con el propio polen de la planta, mediante el levantamiento de un pétalo. Este sistema de un solo sentido ayuda a asegurar la polinización cruzada. 

### Adaptaciones estacionales
A finales del verano y el otoño, la planta deja de producir hojas carnívoras, y en su lugar produce phyllodia, (pecíolos planos y no carnívoros), que en esta especie son muy recurvados. El hábitat natural de esta especie se seca rápidamente los meses de julio y las phyllodia, pequeñas, son probablemente más fáciles de mantener, con la menor cantidad de agua disponible, que los ascidios de primavera. Se trata de una adaptación genética para que la planta se mantenga permanentemente húmeda para lo cual también pierden sus ascidios a mediados del verano. También hay que resaltar la floración simultánea y a salida de las hojas al comienzo de la primavera es una manera de prevenir el crecimiento tardío cuando el clima está seco.

## Taxonomía
Sarracenia oreophila fue descrita por (Kearney) Wherry y publicado en Bartonia 15: 8, pl. 1, f. 2–3. 1933.
Etimología
Sarracenia: nombre genérico que fue nombrado por el médico francés Michel Sarrasin (Sarracenus) (1659-1734), un naturalista y coleccionista de plantas en Quebec, aunque una segunda fuente dice que deriva de otro médico francés llamado Jean Antoine Sarrasin (1547-1598), quien tradujo una obra de Dioscórides.
oreophila: epíteto latíno que significa "que vive en las montañas".
Sinonimia
- Sarracenia catesbaeiauct. non Elliott: (auct. non Mast.: Mohr) Mohr (1901)
- Sarracenia flava var. catesbaeiauct. non Mast.: Mohr (1897)
- Sarracenia flava var. oreophilaKearney (1900)
- Sarracenia flavaauct. non L.: Macfarl. (1908)[=S. flava/S. oreophila]